# Enlinia larondei
Enlinia larondei är en tvåvingeart som beskrevs av Robinson 1975. Enlinia larondei ingår i släktet Enlinia och familjen styltflugor.
Artens utbredningsområde är Dominica. Inga underarter finns listade i Catalogue of Life.